# Sokutai

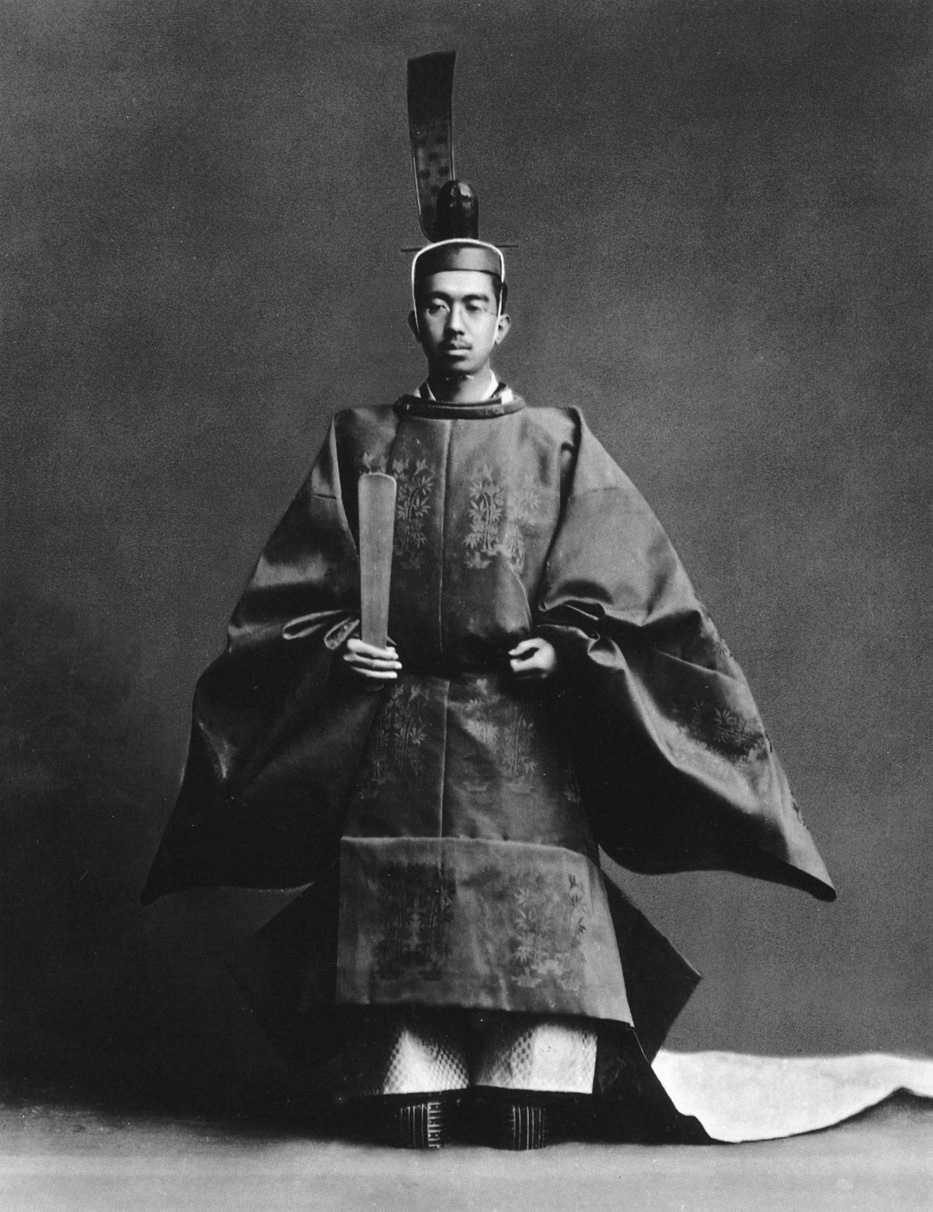
O Imperador Hiroitho usando um Sokutai, 1926

O Sokutai é um traje masculino complexo de origem Japonesa, usado desde a era Heian apenas por cortesãos e aristocratas da Corte Imperial e pelo Imperador. Os sokutai são complementados como ornamentos pelo shaku, um cetro ritual fino, e o kanmuri, uma coroa em forma de boné cerimonial.